# Інта
66°02′ пн. ш. 60°08′ сх. д. / 66.033° пн. ш. 60.133° сх. д.
Інта́ (рос. Инта) — місто (засноване в 1942 році, статус міста з 1954 року) в Республіці Комі, центр міського округу Інта. Розташований на північному сході Республіки Комі. Населення міста — 29 404 чоловік. Разом з прилеглими населеними пунктами утворює муніципальне утворення — міський округ місто Інта, з населенням 36 436 чоловік.

## Господарка
Містоутворююче підприємство — Інтауголь, утворене 1943 року.

## Відомі уродженці
- Наливайко Ольга Василівна (* 1958) — український етнограф, флорист.
- Олексій Ананенко (* 1959) — український енергетик, інженер-механік з ЧАЕС, ліквідатор, що, ризикуючи життям, запобіг другому можливому вибуху на ЧАЕС.